# Wereldkampioenschappen schoonspringen 2013
De wereldkampioenschappen schoonspringen 2013 werden van 20 t/m 28 juli 2013 gehouden in het  Piscina Municipal de Montjuïc in Barcelona, Spanje. Het toernooi was een integraal onderdeel van de wereldkampioenschappen zwemsporten 2013.

## Programma
| V | Voorronde | HF | Halve finale | Goud | Finale |

| Onderdeel                | Juli | Juli | Juli | Juli | Juli | Juli | Juli | Juli | Juli | Juli | Juli | Juli | Juli | Juli | Juli | Juli | Juli | Juli | Juli | Juli | Juli | Juli | Juli | Juli |
| Onderdeel                | 20   | 20   | 21   | 21   | 22   | 22   | 23   | 23   | 24   | 24   | 25   | 25   | 26   | 26   | 27   | 27   | 28   | 28   |      |      |      |      |      |      |
| ------------------------ | ---- | ---- | ---- | ---- | ---- | ---- | ---- | ---- | ---- | ---- | ---- | ---- | ---- | ---- | ---- | ---- | ---- | ---- | ---- | ---- | ---- | ---- | ---- | ---- |
| 1 m plank (m)            | V    | V    |      |      | Goud | Goud |      |      |      |      |      |      |      |      |      |      |      |      |      |      |      |      |      |      |
| 3 m plank (m)            |      |      |      |      |      |      |      |      |      |      | V    | HF   | Goud | Goud |      |      |      |      |      |      |      |      |      |      |
| 10 m toren (m)           |      |      |      |      |      |      |      |      |      |      |      |      |      |      | V    | HF   | Goud | Goud |      |      |      |      |      |      |
| 3 m plank synchroon (m)  |      |      |      |      |      |      | V    | Goud |      |      |      |      |      |      |      |      |      |      |      |      |      |      |      |      |
| 10 m toren synchroon (m) |      |      | V    | Goud |      |      |      |      |      |      |      |      |      |      |      |      |      |      |      |      |      |      |      |      |
|                          |      |      |      |      |      |      |      |      |      |      |      |      |      |      |      |      |      |      |      |      |      |      |      |      |
| 1 m plank (v)            |      |      | V    | V    |      |      | Goud | Goud |      |      |      |      |      |      |      |      |      |      |      |      |      |      |      |      |
| 3 m plank (v)            |      |      |      |      |      |      |      |      |      |      |      |      | V    | HF   | Goud | Goud |      |      |      |      |      |      |      |      |
| 10 m toren (v)           |      |      |      |      |      |      |      |      | V    | HF   | Goud | Goud |      |      |      |      |      |      |      |      |      |      |      |      |
| 3 m plank synchroon (v)  | V    | Goud |      |      |      |      |      |      |      |      |      |      |      |      |      |      |      |      |      |      |      |      |      |      |
| 10 m toren synchroon (v) |      |      |      |      | V    | Goud |      |      |      |      |      |      |      |      |      |      |      |      |      |      |      |      |      |      |
| Totaal                   | 1    | 1    | 1    | 1    | 2    | 2    | 2    | 2    |      |      | 1    | 1    | 1    | 1    | 1    | 1    | 1    | 1    |      |      |      |      |      |      |

## Medailles

### Mannen
| Onderdeel   | Goud        | Goud                          | Zilver      | Zilver                           | Brons       | Brons                       |
| Individueel | Individueel | Individueel                   | Individueel | Individueel                      | Individueel | Individueel                 |
| ----------- | ----------- | ----------------------------- | ----------- | -------------------------------- | ----------- | --------------------------- |
| 1 m plank   | CHN         | Li Shixin                     | UKR         | Ilja Kvasja                      | MEX         | Kevin Chavez                |
| 3 m plank   | CHN         | He Chong                      | RUS         | Jevgeni Koeznetsov               | MEX         | Yahel Castillo              |
| 10 m toren  | CHN         | Qiu Bo                        | USA         | David Boudia                     | GER         | Sascha Klein                |
| Synchroon   |             |                               |             |                                  |             |                             |
| 3 m plank   | CHN         | Qin Kai He Chong              | RUS         | Ilja Zacharov Jevgeni Koeznetsov | MEX         | Rommel Pacheco Jahir Ocampo |
| 10 m toren  | GER         | Sascha Klein Patrick Hausding | RUS         | Viktor Minibajev Artem Tsjesakov | CHN         | Cao Yuan Zhang Yanquan      |

### Vrouwen
| Onderdeel   | Goud        | Goud                   | Zilver      | Zilver                           | Brons       | Brons                          |
| Individueel | Individueel | Individueel            | Individueel | Individueel                      | Individueel | Individueel                    |
| ----------- | ----------- | ---------------------- | ----------- | -------------------------------- | ----------- | ------------------------------ |
| 1 m plank   | CHN         | He Zi                  | ITA         | Tania Cagnotto                   | CHN         | Wang Han                       |
| 3 m plank   | CHN         | He Zi                  | CHN         | Wang Han                         | CAN         | Pamela Ware                    |
| 10 m toren  | CHN         | Si Yajie               | CHN         | Chen Ruolin                      | UKR         | Joelia Prokoptsjoek            |
| Synchroon   |             |                        |             |                                  |             |                                |
| 3 m plank   | CHN         | Wu Minxia Shi Tingmao  | ITA         | Tania Cagnotto Francesca Dallape | CAN         | Jennifer Abel Pamela Ware      |
| 10 m toren  | CHN         | Chen Ruolin Liu Huixia | CAN         | Meaghan Benfeito Roseline Filion | MAS         | Pandelela Rinong Leong Mun Yee |

### Medaillespiegel
| Plaats | Land             | Goud | Zilver | Brons | Totaal |
| 1      | China            | 9    | 2      | 2     | 13     |
| 2      | Duitsland        | 1    | 0      | 1     | 2      |
| 3      | Rusland          | 0    | 3      | 0     | 3      |
| 4      | Italië           | 0    | 2      | 0     | 2      |
| 5      | Canada           | 0    | 1      | 2     | 3      |
| 6      | Oekraïne         | 0    | 1      | 1     | 2      |
| 7      | Verenigde Staten | 0    | 1      | 0     | 1      |
| 8      | Mexico           | 0    | 0      | 3     | 3      |
| Totaal | Totaal           | 10   | 10     | 10    | 30     |